# Jermaine Bucknor
Jermaine Bucknor, né le 1er novembre 1983 à Edmonton, au Canada, est un joueur canadien de basket-ball. Il évolue au poste d'ailier.